# Slepe lásky
Slepe lásky é um filme de drama eslovaco de 2008 dirigido e escrito por Juraj Lehotský. Foi selecionado como representante da Eslováquia à edição do Oscar 2009, organizada pela Academia de Artes e Ciências Cinematográficas.